# Johann Anton von Pergen
Johann Baptist Anton Graf von Pergen (* 15. Februar 1725 in Wien; † 12. Mai 1814 ebenda) war ein Diplomat und Staatsmann der Habsburgermonarchie. Er war einer der einflussreichsten Mitarbeiter von Joseph II. Als Staatsminister machte er sich für eine Modernisierung des höheren Schulwesens und für eine Zurückdrängung des kirchlichen Einflusses stark. Er organisierte aber auch das Polizeiwesen neu. Die Polizei wurde zentralisiert und eine geheime Polizei aufgebaut. Diese Aufgabe nahm er auch wieder unter Franz II. wahr und war maßgeblich verantwortlich für die Bekämpfung oppositioneller Kräfte.
Zur Unterscheidung von Angehörigen anderer Linien der damals weitverzweigten Familie benutzten er und seine Nachkommen den Namenszusatz zu Thomasberg.

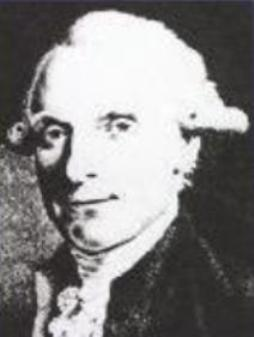
Johann Baptist Anton von Pergen

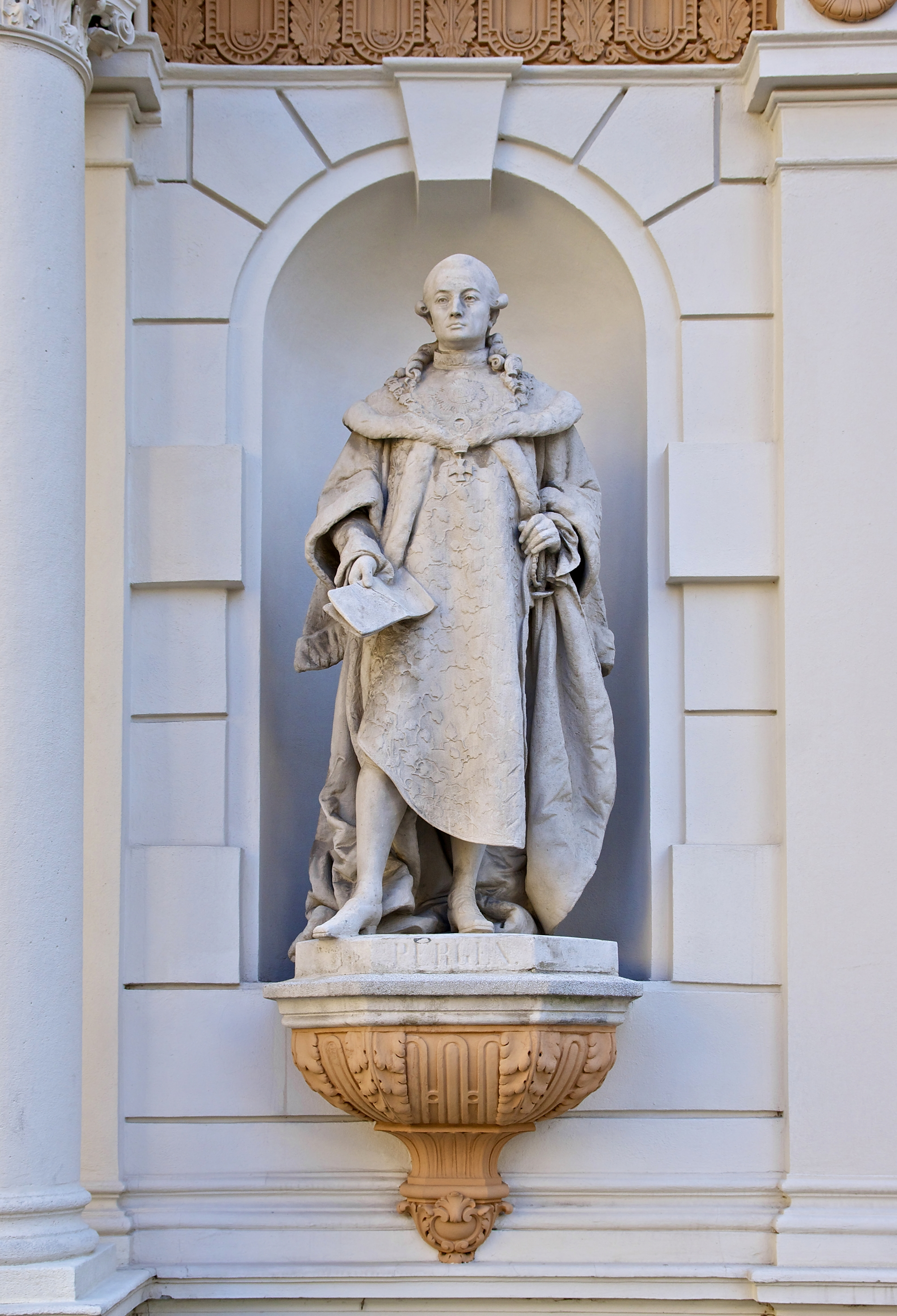
Standbild des Johanna Baptist Anton von Pergen an der ehemaligen niederösterreichischen Statthalterei in Wien

## Familie und privates Leben
Johann Baptist Anton wurde als jüngster Sohn des Grafen Johann Ferdinand Wilhelm von Pergen und der Maria Elisabeth, geb. Freiin Orlick von Laziska, geboren. Sein Vater war damals Vizepräsident der Regierung für Niederösterreich in Justizsachen in Wien. Ein älterer Bruder, Johann Joseph von Pergen, war 37 Jahre lang Bischof von Mantua, ein anderer, Johann Baptist Leopold, fiel 1741 in der Schlacht bei Mollwitz.
Er selbst heiratete Philippine Gabriele Johanna Sophie, geb. Freiin von Groschlag zu Dieburg, eine Tochter des Präsidenten des Reichskammergerichts Philipp Karl von Groschlag (* 1692 in Dieburg,  † 1757 in Wetzlar). Aus der Ehe gingen ein Sohn und zwei Töchter hervor, von denen die eine bereits im Kindesalter starb. Der Sohn Joseph von Pergen wurde später unter anderem Hofkammervizepräsident, die Tochter Maria Anna heiratete einen Grafen Breuner.
Vor der Ehe hatte sich seine Frau in Frankfurt am Main in den späteren Kaiser Joseph II. verliebt. Später führte sie in Wien ein großes Haus. Auch er selbst führte einen aufwändigen Lebensstil und förderte die Künste. Damit verbunden war ein hoher Geldbedarf. Er erwarb 1782 das Schloss Pottenbrunn und stattete dieses und den Park mit romantischen Bauten aus. Erhalten ist ein Gartenpavillon, gestaltet als gotischer Tempel.

## Aufstieg
Seine schulische Ausbildung hat er bei den Jesuiten erhalten. Danach studierte er Rechtswissenschaften. Nach Abschluss des Studiums wurde er 1747 Sekretär bei der kaiserlichen Gesandtschaft in Kurmainz. Danach diente er an der Gesandtschaft in Großbritannien. Nach seiner Rückkehr übernahm er wieder seinen Posten in Mainz. Im Jahr 1750 wurde er dem britischen Minister Richecourt bei dessen diplomatischer Reise nach Deutschland als Begleiter zugeteilt. Kurze Zeit später wurde er nach Wien berufen und 1751 ernannte ihn Maria Theresia zum Kämmerer bei den Erzherzögen Karl und Leopold.
Im Jahr 1753 wurde er kaiserlicher Gesandter in Mainz. Zu seinem Aufgabengebiet gehörten auch die diplomatischen Beziehungen zu den übrigen rheinischen Kurfürsten und den vorderen Reichskreisen. Anlässlich der Wahl des obersten Burggrafen der Reichsburg Friedberg gelang es ihm, die Spannungen zwischen evangelischen und katholischen Rittern zu mildern. Bei der Wahl des Propstes des Stifts Ellwangen fungierte er 1756 als kaiserlicher Kommissar. Im selben Jahr wurde er erneut kaiserlicher Gesandter in Mainz.
Während des Siebenjährigen Krieges verwaltete er zwischen 1757 und 1763 die besetzten preußischen Gebiete im Westen. Er war Präses der k.k. Besatzungsadministration in seiner Eigenschaft als bevollmächtigter Minister beim Niederrheinisch-Westfälischen Reichskreis. Gleichzeitig diente er an mehreren deutschen Höfen als kaiserlicher Kommissar. Bei der Königswahl 1765 war er königlich-böhmischer Wahlbotschafter.

## Reichspolitik und Bildungsreform
Im Jahr 1766 wurde er neben Georg Adam von Starhemberg Zweiter Staatsminister, Mitglied des Staatsrates und stellvertretender Staatskanzler.
Hinsichtlich der Reichspolitik stand Pergen in einer gewissen Gegnerschaft zu Kaunitz. Für diesen stand ein expansiver Ausbau der Habsburger Monarchie im Vordergrund. Pergen, der seit seiner Zeit in Mainz und anderen Gesandtschaften die Reichsstände kannte, warnte vor einer rein auf Österreich fixierten Politik. Er verfasste 1794 eine Denkschrift über die Bedeutung der Römischen Kaiserkrone für das Haus Österreich. Er plädierte dafür, dass der Kaiser eine „Liebe zu Teutschland“ demonstrieren solle, und riet ihm, „das Systema mit allen [...] Kräften verteidigen zu wollen.“ Diesem Rat folgte der Kaiser nicht.
Pergen war um 1770 hauptverantwortlich für eine Bildungsreform. Der Staat selbst sollte die Verantwortung für das Schulwesen übernehmen. Die Ordensgeistlichen sollten ihre Rolle am Lehramt verlieren und durch Laien oder zumindest Weltgeistliche ersetzt werden. Zudem sollten die meisten Fächer in den höheren Schulen auf Deutsch unterrichtet werden. Für die Schulen sollten Lehrpläne erarbeitet und Lehrerseminare eingerichtet werden. Diese sollten aus einem Stiftungsfonds finanziert werden. Diese antiklerikale und der Aufklärung verpflichtete Reform ließ sich allerdings nicht gegen den Widerstand von Maria Theresia und konservativ gesinnter Kreise am Hof wirklich durchsetzen.
Zwischen 1772 und 1774 war er Gouverneur für die in der ersten polnischen Teilung erworbenen Gebiete in Galizien (Königreich Galizien und Lodomerien). Dabei arbeitete er mit dem regionalen polnischen Adel zusammen.

## Organisation des Polizeiwesens
Danach wurde er 1775 Oberstlandmarschall für Niederösterreich. Nach den organisatorischen Reformen durch Joseph II. saß er seit 1782 auch der niederösterreichischen Regierung vor.
Er war auch Leiter der Polizeihofstelle und mithin verantwortlich für die öffentliche Sicherheit in Wien. Auch hatte er den Auftrag, eine Staatspolizei in allen Provinzen einzuführen und das Gefängniswesen zu reformieren. Pergen sollte die Organisation der inneren Sicherheit in den Erblanden vereinheitlichen, zentralisieren und insgesamt modernisieren. Das Personal sollte stärker diszipliniert werden. Pergen orientierte sich an französischen Vorbildern. Der Kaiser wollte ihm ursprünglich nur die geheime Polizei unterstellen, während die übrige Polizei in die Zuständigkeit der Hofkanzlei fallen sollte. Tatsächlich wurden in den größeren Städten Polizeidirektionen eingerichtet. Die geheime Polizei sollte unabhängig von der sonstigen Landesverwaltung handeln. Die Leiter der Länderverwaltungen sollten für die restlichen Polizeisachen nur ihm rechenschaftspflichtig sein. Sein Ziel einer zentralen, von anderen Behörden unabhängigen Polizeiverwaltung erreichte Pergen aber erst 1789. Nunmehr stand er als Staatsminister mit einem entsprechenden Ministerialbüro an der Spitze. Der Wiener Polizeioberdirektion unterstanden nunmehr auch die Polizeidirektionen in den anderen Provinzen. Durch diese Konzentration der Polizei auf seine Person nahm Pergens Macht und sein Einfluss auf den Kaiser weiter zu.  Im Jahr 1791 wurde er von Leopold II. aufgrund eines Augenleidens pensioniert.

## Kampf gegen die Revolution
Im Jahr 1793 wurden seine Augen durch eine Operation geheilt. Franz II. rief ihn darauf als Polizeiminister zurück. Er stellte das zentralistische Polizeisystem, wie es unter Joseph II. bestanden hatte, wieder her. Im Jahr 1801 bekam er auch die Verantwortung für die Zensur. Es entstand die Polizei- und Zensurhofstelle. Franz II. und seine Nachfolger bekamen seit Pergens Neuorganisation der Polizei allmorgendlich den neuesten Polizeibericht vorgelegt.
Pergen nahm an, dass die staatliche Ordnung von einer Verschwörung bedroht wäre. Selbst für den Ausbruch der Revolution in Frankreich machte er Verschwörer verantwortlich. Vor allem sah er die Freimaurer als Gefahr für den Staat. Die Bevölkerung sollte wegen der Furcht vor einem Übergreifen der französischen Revolution daher so effektiv wie möglich überwacht werden. Veränderungen über die Ausweitung der Kompetenzen der Polizei wurden nicht mehr veröffentlicht, sondern nur noch in Kabinettsverordnungen oder geheimen Instruktionen den zuständigen Stellen bekannt gemacht. In diese Zeit fielen auch die Verschärfung der Zensur, die Überwachung der Fremden und die Jakobinerprozesse.
Pergen legte mit seiner Organisation die Grundlagen, auf die Josef von Sedlnitzky während der Ära Metternich von 1814 bis 1848 mit seiner antiliberalen Politik zurückgreifen konnte.

## Ehrungen
Für seine Verdienste erhielt er 1788 das Großkreuz des Königlich-Ungarischen St. Stephansordens. An der ehemaligen niederösterreichischen Statthalterei in Wien befindet sich ein von Josef Kassin 1897 geschaffenes Standbild.

## Werke
- Eine Denkschrift des Grafen Johann Anton Pergen an den österreichischen Mitregenten Joseph II. darüber, welchen „Werth der Besitz der Kaysercrone“ für das Haus Österreich habe (1766) Onlineausgabe auf germanhistorydocs